# Oskar Kallis

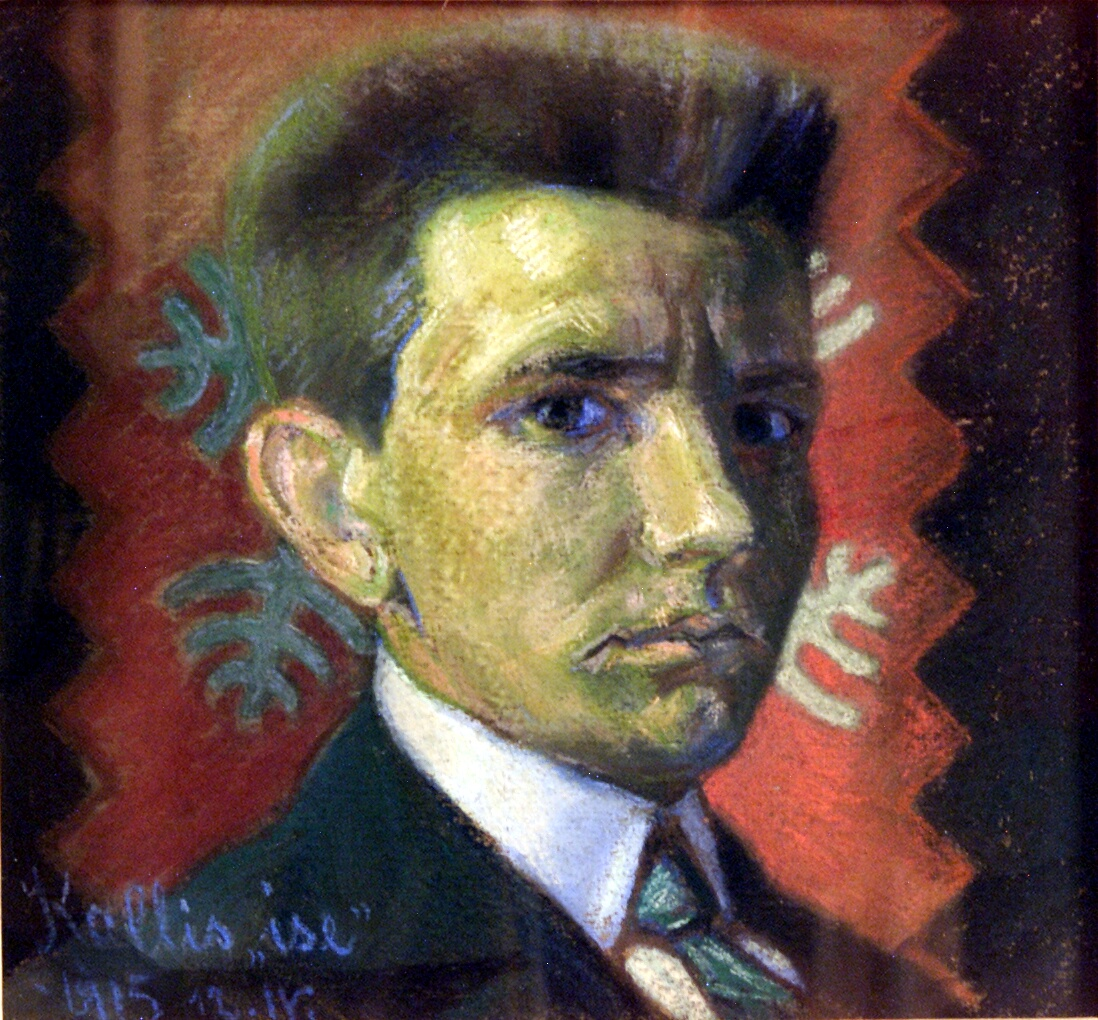
Önarckép, 1915

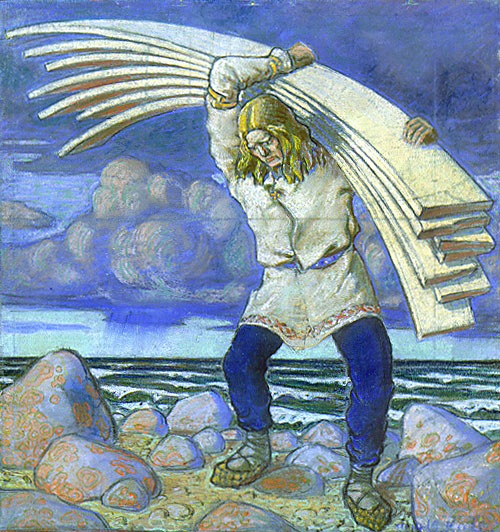
Kalevipoeg 1914-es pasztellképén

Oskar Kallis (Tallinn, 1892. november 23. – Jalta, 1918. január 1.) észt festő, az észt nemzeti romantika egyik legismertebb képviselője.

## Élete
Az Orosz Birodalomhoz tartozó Revalban (Tallinnban) született 1892-ben. Ötéves volt, amikor vasúti kalauzként dolgozó apja, Tõnis Kallis 1898-ban meghalt. Miután 1910-ben elvégezte a négyosztályos tallinni városi iskolát, Erns Boustedt mérnöknél dolgozott műszaki rajzolóként. 1914-ben a Nagy Péter tengeri erőd építéséhez vették fel műszaki rajzolónak.
A városi iskolában töltött tanulóévei alatt kezdett el művészeti tanulmányokat is folytatni. 1903-ban csatlakozott Ants Laikmaa műteremiskolájához, ahol rajzot tanult. Kallis Laikmaa egyik kedvenc tanítványa volt. Amikor Laikmaa 1907-től külföldön tartózkodott, Kallis önállóan kísérletezett a rajzzal és festészettel. Akvarellel és olajfestékkel próbálkozott. 1912-1913-ban az Észt Művészeti Társaság (Eesti Kuntsiselts) rajztanfolyamait látogatta. Miután Laikmaa 1913-ban visszatért Észtországba, Kallis nála folytatta művészeti tanulmányait. Ebben az időszakban bontakozott ki művészete és vált ismert festővé.
Kallis tuberkulózisban szenvedett, 1917-re egészségi állapota romlott, de még abban az évben részt vett a Vikerla művészeti egyesület megalapításában. Laikmaa adománygyűjtést szervezett, hogy tanítványát délre küldhesse gyógyulni. 1917 végén egy támogató segítségével sikerült Jaltába mennie. Röviddel érkezését követően, 1918. január 1-jén azonban Jaltában elhunyt, sírja az ottani temetőben található.

## Művészete
Azon első észt művészek közé tartozott, akik Észtországban tanulták a képzőművészetet. Járt azonban finn és orosz (szentpétervári és moszkvai) múzeumokban is, ahol az ottani műalkotásokkal is megismerkedhetett. A külföldi festők közül elsősorban a finn Akseli Gallen-Kallela volt rá hatással.
Elsősorban tájképeket és portrékat festett. Utóbbiak között három önarcképet készített.
Munkásságában jelentős helyet foglalnak el az észt nemzeti eposz, a Kalevipoeg témakörében készített alkotásai. 1912-ben készítette első ilyen munkáit, amelyeket az Észt Művészeti Társaság kiállításán mutatott be először. Később többször és többféleképpen is feldolgozta a Kalvipoeget. Közel negyven képet készített ebben a témakörben többféle technikával, volt közöttük pasztell, rajz és olajfestmény is.
Kallis karikatúrákat is készített, amelyek a Tapper és a Meie mats lapokban jelentek meg.
A festmények és grafikák mellett iparművészettel is foglalkozott. Tervezett bútorokat, textilmintákat, használati tárgyakat (szőnyegek, kanapé párnák, kézitáskák és függönyök) is. 

## Emlékezete
Műveinek jelentős része az Észt Művészeti Múzeum (EKM) gyűjteményében található. 
Róla mintázta Andrus Kivirähk a Szépséges kék állat (eredeti címe: Sinine sarvedega loom) című regényének főhősét.